# Правительство Индии
Правительство Индии (официальное название — Объединённый совет министров Индии, англ. the Union Council of Ministers of India) — наряду с президентом, высший орган исполнительной власти Индии. Формируется парламентским большинством и несёт ответственность перед Народной палатой парламента (Лок сабхой).

## Порядок формирования и структура правительства
Согласно Конституции Индии при президенте страны должен находиться Совет министров как орган, оказывающий помощь президенту в осуществлении его конституционных функций. Руководит деятельностью правительства премьер-министр, который назначается президентом. Премьер-министр должен пользоваться поддержкой большинства в Лок сабхе. Им может быть как лидер парламентской фракции партии, победившей на выборах и имеющей большинство в Лок сабхе, так и лидер коалиции партий, имеющих большинство в Лок сабхе. По рекомендации премьер-министра президент назначает остальных членов правительства. Правительство Индии осуществляет свои функции до тех пор, пока оно пользуется поддержкой большинства депутатов Лок сабхи, и в своей деятельности подотчётно Лок сабха.
Организацией текущей работы правительства занимается Секретарь Кабинета министров.
В состав правительства Индии входят 3 категории министров (в порядке снижения ранга):
- министры-члены кабинета (Union Cabinet Minister) — старшие министры, непосредственные руководители министерств. При необходимости старший министр может нести дополнительные обязанности по руководству другими министерствами;
- государственные министры с независимым статусом (Minister of State (Independent Charges)) — министры без портфеля;
- государственные министры (Minister of State (MoS)) — младшие министры, работающие под контролем старших министров и, как правило, имеющие более узкий круг полномочий. Например, государственный министр в министерстве финансов Индии курирует только вопросы налогообложения.

## Министерства и государственные агентства Индии

### Министерства и относящиеся к ним агентства
- Министерство автомобильного транспорта и шоссейных дорог
- Министерство внутренних дел Индии
- Министерство водных ресурсов Индии
- Министерство горнодобывающей промышленности Индии
- Министерство градостроительства
- Министерство жилищного строительства и борьбы с городской бедностью Индии
- Министерство здравоохранения и семейного благосостояния Индии
- Министерство землеведения Индии
- Министерство иностранных дел Индии
- Министерство информации и вещания Индии
- Министерство кадров, государственных жалоб и пенсий
- Министерство культуры Индии
  - Национальная миссия рукописей Индии
- Министерство микро-, малых и средних предприятий
- Министерство науки и технологий Индии
  - Национальный совет по аккредитации испытательных и калибровочных лабораторий
- Министерство нефти и природного газа Индии
- Министерство новых и возобновляемых источников энергии
- Министерство обороны Индии
- Министерство окружающей среды и лесного хозяйства Индии
  - Национальное управление акватории реки Ганг
- Министерство Панчаяти Радж
- Министерство пищевой промышленности
- Министерство по делам меньшинств Индии
- Министерство по делам молодежи и спорта
- Министерство по делам парламента
- Министерство по делам потребителей, продовольствия и общественного распределения
- Министерство по корпоративным вопросам
- Министерство путей сообщения Индии
- Министерство развития людских ресурсов Индии
- Министерство развития Северо-Восточного региона Индии
- Министерство сельского хозяйства Индии
  - Ветеринарный совет Индии
- Министерство социальной справедливости и полномочий Индии
- Министерство стали Индии
- Министерство статистики и выполнения программ
- Министерство судоходства
- Министерство текстильной промышленности
- Министерство торговли и промышленности Индии
  - Кофейный совет Индии
- Министерство труда и занятости Индии
- Министерство туризма Индии
- Министерство тяжелой промышленности и государственных предприятий
- Министерство угольной промышленности Индии
- Министерство финансов Индии
- Министерство химикатов и удобрений
- Министерство юстиции и судопроизводства

### Отдельные ведомства
- Индийская организация поощрения торговли
- Комиссия по планированию Индии
- Национальная комиссия по народонаселению Индии
- Национальное управление по ликвидации последствий стихийных бедствий Индии
- Национальный Совет по развитию Индии
- Совет по ценным бумагам и биржам Индии
- Совет финансовой стабильности и развития Индии
- Управление по регулированию и развитию страхования Индии
- Центральная организация по железнодорожной электрификации Индии
- Экономический консультативный совет Индии